# Donnchadh Ó Corráin
Donnchadh Ó Corráin (1942 – 25 ottobre 2017) è stato uno storico irlandese, docente di Storia Medievale presso l'University College Cork, della quale fu anche professore emerito .
Studioso dell'Irlanda antica e medievale, pubblicò opere sulle guerre vichinghe, sull'Irlanda prima dell'avvento degli Hiberno-Normanni e sull'origine dei nomi nella lingua irlandese.

## Opere
Le pubblicazioni di Ó Corráin includono:
- Ireland before the Normans (Dublino 1972)
- Celtic Ireland (Dublino 1981)
- Sages, saints and storytellers: Celtic studies in honour of James Carney (Maynooth 1989)
- James Hogan: revolutionary, historian, and political scientist (Dublino 2000)